# La dormició de Maria
La dormició de Maria és una obra d'El Greco, realitzada el 1565 per a la Catedral de la Dormició de la Mare de Déu, a la ciutat d'Hermúpolis, Siros (Grècia). La pintura mostra el moment de la mort de la Verge Maria i l'ascensió de la seva ànima als cels. Va ser descoberta el 1983 per l'estudiós George Mastoropoulos. La descoberta de la Dormició va portar a la imputació d'altres tres obres signades «Domenicos» d'El Greco –Tríptic de Mòdena, Sant Lluc pintant a Maria i el Nen, i L'adoració dels Reis Mags– i després a l'acceptació com autèntica de més obres, signades o no, com La Passió de Crist (Pietà amb àngels) pintada el 1566.

## Anàlisi
Aquest oli sobre tremp és una de les escasses mostres de les primeres obres d'El Greco, format com a pintor d'icones al taller de Georgios Klontzas. Juntament amb L'adoració dels Reis Mags mostra la dualitat dels primers anys del pintor: per un costat és fidel a la tradició romana d'Orient, mentre que per un altre empra un eclecticisme inspirat al renaixement italià.
Aquesta obra, malgrat tenir nombrosos elements clàssics com el fons daurat i l'absència de perspectiva, introdueix algunes novetats la inclinació de les figures i l'aparició de l'Esperit Sant en forma de colom.

## Descripció
L'escena mostra el moment de la mort de Maria i la pujada de la seva ànima als cels, unint ja, l'autor, en els seus primers treballs el cel i la terra com serà costum a la seva pintura toledana. Aquesta imatge, descoberta el 193l, suposa un interessant tombant a la història d'El Greco en venir a confirmar la seva formació com a pintor d'icones. La signatura d El Greco es troba a la base del canelobre central de la pintura.